# Chata Na Čiháku
Chata Na Čiháku – schronisko turystyczne, położone w czeskiej części Gór Orlickich, na wysokości 580 m n.p.m.. Obiekt położony w granicach administracyjnych wsi Klášterec nad Orlicí, na terenie dawnej osady Čihák w dolinie Czerwonego Strumienia, przy drodze nr 311. Właścicielem schroniska jest Klub Czeskich Turystów.

## Historia
Obiekt powstał jako karczma, nosząca nazwę Ve mlýně. W 1930 roku oddział Klubu Czechosłowackich Turystów z Hradca Králové odkupił budynek wraz z gruntem od właściciela, pana Semeraka. W latach 1931–1932 przeprowadzono remont obiektu, który udostępniono turystom w czerwcu 1932 roku pod nazwą Penzion Hradeček. oferujący turystom 60 miejsc noclegowych.
Po układzie monachijskim w 1938 i zajęciu terytorium Czechosłowacji przez III Rzeszę obiekt przeszedł w ręce niemieckie. Po zakończeniu II wojny światowej schronisko – już pod nazwą Chata Na Čiháku wróciło w ręce KČST. W 1949 roku, wobec likwidacji Klubu, Chata została przejęta przez Czechosłowacki Związek Wychowania Fizycznego (ČSTV), w którego zarządzie pozostawała do 1990 roku. Po ponownym przejęcie obiektu przez KČT konieczne było wykonanie prace remontowych oraz modernizacyjnych, ponieważ podczas zarządzania chatą przez ČSTV nie inwestowano w jego stan techniczny.

## Warunki pobytu
Chata oferuje 37 miejsc noclegowych w pokojach 1-5 osobowych (dwa zostały przystosowane do potrzeb osób niepełnosprawnych). Węzły sanitarne znajdują się na koytarzach (w pokojach tylko umywalki). W obiekcie znajduje się restauracja, czynna od czwartku do niedzieli.

## Szlaki turystyczna
- na odcinku: Bartošovice v Orlických horách Hanička (przyst. aut.) – Pod Zadním vrchem (660 m n.p.m., skrzyż. szlaków) – Žamberské lesy (660 m n.p.m., skrzyż. szlaków) – Orlická chata U Rampušáka – Chata Na Čiháku – České Petrovice
- Klášterec nad Orlicí – dolina Dzikiej Orlicy – Chata Na Čiháku – granica CZE/POL –  Lesica (601 m n.p.m., skrzyż. szlaków)